# (38457) 1999 TJ9
1999 TJ9 (asteroide 38457) é um asteroide da cintura principal. Possui uma excentricidade de 0.01452320 e uma inclinação de 11.23839º.
Este asteroide foi descoberto no dia 7 de outubro de 1999 por Korado Korlević e Mario Juric em Visnjan.